# Degussa Metals Catalysts Cerdec
Die Degussa Metals Catalysts Cerdec AG, kurz Dmc², war ein Unternehmen, das aus den Edelmetall-Scheideaktiviten, Automobilkatalysatoren und Brennstoffzellengeschäft der Degussa-Hüls AG und ihrer Tochterfirma Cerdec AG im Januar 2000 hervorgegangen war. Sitz der DMC² (sprich: D M C quadrat) war Hanau-Wolfgang.
Im August 2000 wurde das Gold- und Silberscheidegeschäft der DMC² an die Aurubis AG (früher Norddeutsche Affinerie AG), Hamburg verkauft.
Ursprüngliches Ziel der Abspaltung war es, das Unternehmen an der Börse zu platzieren. Stattdessen wurde die Gesellschaft jedoch im August 2001 an die OM Group (Cleveland/Vereinigte Staaten) verkauft, die das Unternehmen zerschlug und Teile an die Ferro (Cleveland/Vereinigte Staaten) verkaufte. Auf Grund von finanziellen Schwierigkeiten der OM Group in den Vereinigten Staaten wurden die verbliebenen Unternehmensteile (Autokatalysatoren, Brennstoffzellen, Edelmetallgeschäfte) im Sommer 2003 vollständig  an die Umicore SA mit Sitz in Brüssel verkauft.